# Miss Rondônia 2015
Miss Rondônia 2015 foi a 46ª edição do tradicional concurso de beleza feminino que escolheu a melhor candidata rondoniense para representar seu Estado e sua cultura no Miss Brasil 2015, válido para o Miss Universo. O evento, coordenado pela colunista social mato-grossense Berta Zuleika, contou com a presença de dezesseis candidatas (16) de diversos municípios em busca da coroa que pertencia à porto-velhense Sinaira Machado, vencedora da edição anterior. A noite final da competição, ocorrida dentro do Porto Velho Shopping sagrou campeã a representante de Porto Velho, Gabriela Fernandes Rossi.

## Resultados

### Colocações
| Posição                 | Cidade e Candidata |
| Vencedora               | - Porto Velho - Gabriela Rossi |
| 2º. Lugar               | - Guajará-Mirim - Jéssica Melissa |
| 3º. Lugar               | - Presidente Médici - Keiti Oliveira |
| 4º. Lugar               | - Ji-Paraná - Letícia Cappatto |
| 5º. Lugar               | - Porto Velho - Laura Barros |
| (TOP 10) Semifinalistas | - Candeias - Érika Castelamari - Costa Marques - Izabel Macêdo - Nova Mamoré - Estefânia Rodrigues - Porto Velho - Taynah Sampaio - Porto Velho - Érica Lopes |

### Prêmios Especiais
O concurso distribuiu os seguintes prêmios este ano:
| Prêmio         | Candidata                           |
| Miss Simpatia  | - Porto Velho - Taynah Sampaio      |
| Miss Fotogenia | - Nova Mamoré - Estefânia Rodrigues |
| Miss Elegância | - Porto Velho - Gabriela Rossi      |

## Candidatas
Disputaram o título este ano:
| - Candeias do Jamari - Érika Castelamari - Costa Marques - Mayda Oliveira - Guajará-Mirim - Jéssica Melissa - Ji-Paraná - Letícia Cappatto - Nova Mamoré - Estefânia Rodrigues - Porto Velho - Ana Paula Sampaio | - Porto Velho - Cristina Cazzott - Porto Velho - Érica Lopes - Porto Velho - Gabriela Rossi - Porto Velho - Grethen Julliana - Porto Velho - Izabel Macêdo | - Porto Velho - Laura Barros - Porto Velho - Roberta Kelly - Porto Velho - Taynah Sampaio - Presidente Médici - Keiti Oliveira - Vilhena - Élida Aus |

## Crossovers
Candidatas em outros concursos:

### Nacional
Miss Terra Brasil
- 2013 - Ji-Paraná - Letícia Cappatto
  - (Representando o nicho ecológico do Forte Príncipe)

### Outros
Musa da Copa Eucatur
- 2010: Ji-Paraná - Letícia Cappatto (Vencedora) [5]
  - (Representando o município de Ouro Preto do Oeste)

Rainha da Expovil
- 2013: Vilhena - Élida Aus [6]
  - (Representando o município de Pimenta Bueno)